# Еллен Вайт
Еллен Гулд Гармон (Harmon), у шлюбі Вайт (англ. Ellen Gould White; 26 листопада 1827 — 16 липня 1915) — американська богословка, проповідниця, письменниця, благодійниця. Ідейна реформаторка адвентизму, співорганізаторка Церкви адвентистів сьомого дня.

## Життєпис
Еллен та її сестра-близнючка Елізабет народилися в родині фермерів Роберта і Юнік Гармон. У родини було 8 дітей: Кароліна (1812—1883), Геррієт (1814 — до 1883), Джон (1815—1883), Сара (1822—1868), Марі (1823—1912), Роберт (1825—1853), Елізабет (1827—1891), Еллен (1827—1915). У дошкільному віці Еллен з батьками переїхала в містечко Портленд (штат Мен). Раннє дитинство провели в містечку Ґоргем (штат Мен). Походила з родини спадкових членів методистської церкви. Батько протягом 40 років був дияконом методистської церкви. Батьки виховували дітей в релігійному дусі. 
Коли Еллен у 9 років поверталась одного дня зі школи, вона отримала травму внаслідок удару в обличчя каменем, який жбурнула її однокласниця. Еллен пролежала без свідомості три тижні. Зламаний ніс і контузія ускладнювали дихання. Тільки через три роки вона спробувала повернутися до школи, однак не витримала навантажень, і батьки перевели її на домашнє навчання.

### Міллерітський рух
Еллен Вайт прийняла вчення про Друге пришестя Ісуса Христа під час серії проповідей Вільяма Міллера в місті Портленді в 1840 році. Другий цикл лекцій Міллер провів в Портленді в 1842 році. Водне хрещення Еллен Вайт прийняла на табірному зібранні міллеритів 26 червня 1842 року.
У 1843 році Еллен Гармон і її батьків виключили з методистської церкви за те, що вони стали прихильниками міллеристського руху. Будучи прихильниками цього руху, Еллен Гармон і її сім'я пережили особливий духовний досвід в день Великого розчарування 22 жовтня 1844 року.
Багато міллеритів похитнулися у вірі, однак інші продовжували зустрічатись малими групами. Так, у грудні 1844 року під час молитовного зібрання в будинку місіс Гейнс на вулиці Оушен-Стріт, 60 у Південному Портленді, штат Мен, який згодом став клубом Гріффіна, 17-річна Еллен побачила перше видіння, в якому їй в символічному вигляді було показано мандрівку адвентистського народу на небо. Мешканці інших міст почали запрошувати Еллен проголошувати своє свідоцтво. В одній з таких поїздок вона познайомилась з адвентистським проповідником Джеймсом Вайтом.

### Сімейна справа

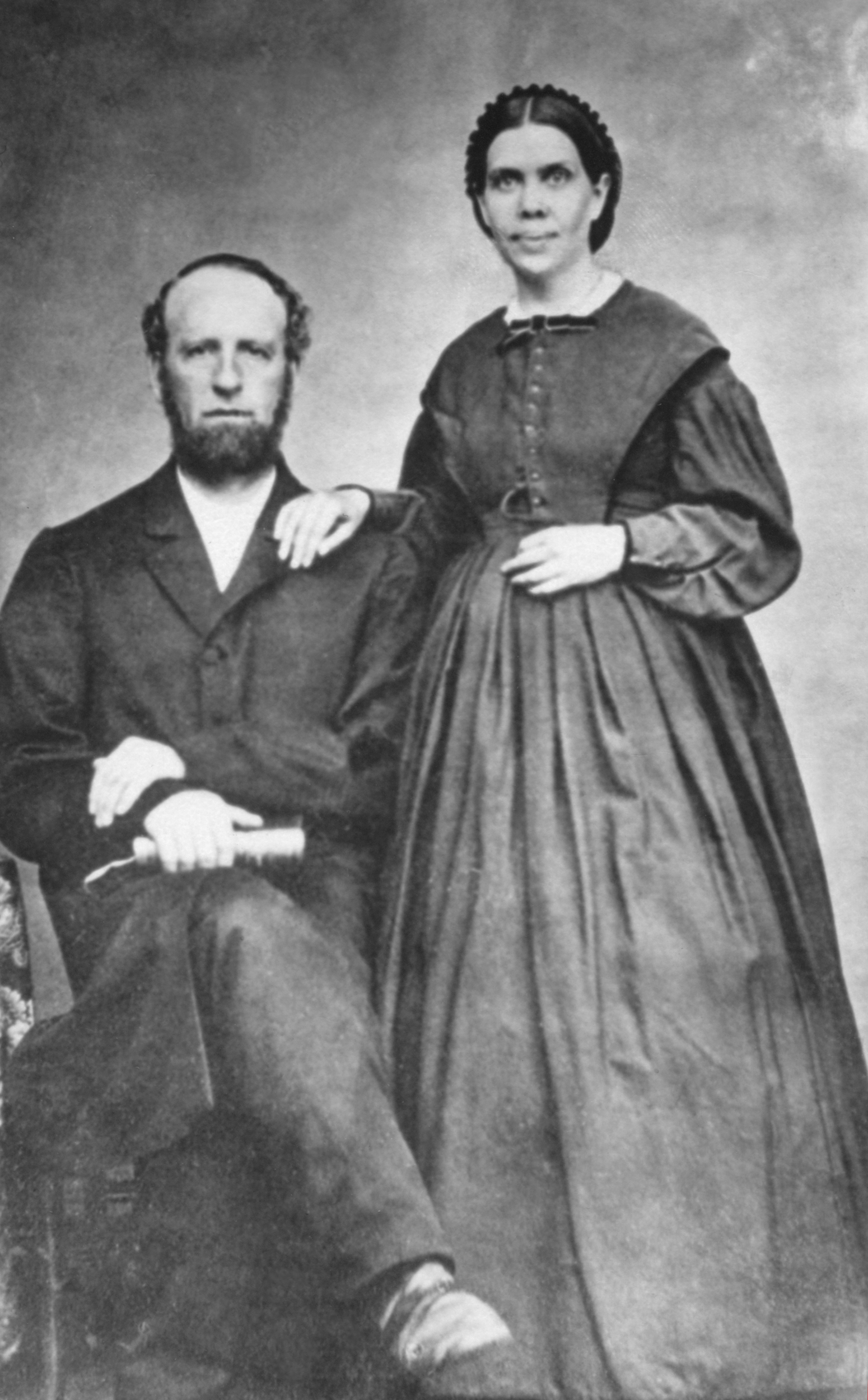
Еллен Вайт з чоловіком

30 серпня 1846 року Еллен Гармон одружилася з Джеймсом Вайтом (1821—1881). У шлюбі народила чотирьох синів: Генрі Ніколса (1847—1863, запалення легенів), Джеймса Едсона (1849—1928), Вільяма Клеренса (1854—1937), Джона Герберта (1860, прожив 2,5 міс).
В 1848 році чоловік започаткував видання невеликої газети «Правда для теперішнього часу».
У 1848—1855 роки сім'я проживала в Роккі-Гілл, Рочестер. 1855 року оселилися в місті Батл-Крік. Там у 1857 році побудували будинок для проживання сім'ї, який служив гостинним притулком для мандрівних проповідників, молоді, яка прагла здобути освіту, для знедолених. Зараз цей будинок є частиною Історичного селища адвентистів у Батл-Крік, Мічиган.
Щоденники та листи Еллен Вайт свідчать, що вона полюбляла займатись господарством, доглядала за городом, шила одяг, допомагала сусідам.
У період між 1872 і 1881 роками Вайт з чоловіком часто відвідували Каліфорнію, де проживали протягом кількох місяців. Під час цих відряджень Вайт переживала, що їй доводилося залишати своїх синів з іншими людьми, про що свідчать збережені листи до синів.
У 1881 році чоловік помер.

### Пізні роки
Після смерті чоловіка Еллен Вайт на 2 роки відійшла від громадської роботи. Коли її здоров'я відновилося, вона дала обітницю рішуче продовжувати справу, яку вони обоє любили.
У 1885—1887 роках Вайт із сином Вільямом вирушила в місіонерську подорож країнами Європи. Зупинившись в Базелі, Швейцарія, Вайт здійснювала звідти поїздки в Скандинавські країни, Німеччину, Францію та Італію.
1891—1900 роки Еллен Вайт провела на служінні в Австралії. Деякі будинки Вайтів є історичними місцями.
У 1900—1915 роках проживала в маєтку Елмсгейвен (місто Сент-Хеліна, округ Напа, штат Каліфорнія, США).
Померла 16 липня 1915 року. Після трьох перепоховань похована разом з чоловіком на кладовищі Оук-Гілл, міста Батл-Крік, штат Мічиган.

## Служіння та громадська діяльність
Ранній період Адвентистського руху
Після Великого розчарування Міллерітського руху 22 жовтня 1844 року Еллен Вайт і її сім'я були в складі групи віруючих, яка стала в авангарді нового Адвентистського руху. Ця група вірян вважала, що Міллерітів спіткало розчарування через людську помилку, вважаючи, що Бог не помиляється. Прихильники цієї групи перебували в молитві до Бога, чекаючи відповіді на те, що відбувається. Наступного дня (23 жовтня 1844 року) після розчарування один з членів цієї групи, Гайрам Едсон, прямуючи на молитовну зустріч, стверджував, що отримав осяяння через Святого Духа і прийшов до розуміння тексту книги пророка Даниїла 8:14, який Вільям Міллер помилково відніс до Другого пришестя Христа.
Активістка в групі, яка стала ядром адвентистського руху
На початку група проводила час в дослідженні Біблії і молитвах. Головна мета групи була знайти відповідь на розчарування Міллерітського руху, до якого її члени раніше належали.
Перше видіння
Під час молитовного зібрання в грудні 1844 року молода Еллен Гармон отримала своє перше видіння від Господа. За її словами їй було показано, що Бог не залишив свій народ, а продовжує вести їх вузькою стежкою до Нового Єрусалиму. Згодом вона назвала це перше видіння «Вузька стежка».
Наступні видіння
Протягом 70-річного служіння Еллен Вайт, згідно її свідченням, отримала 2000 видінь і пророчих снів. Це були видіння про служіння Ісуса Христа в Небесному святилищі, про необхідність дотримуватися суботи з Декалогу (Десяти Заповідей), і про інші доктрини адвентизму, що поклало початок її проповідницької-реформаторської діяльності.
Формування віровчення майбутньої Церкви
Протягом 1848—1850 років перші адвентисти збиралися для проведення так званих «суботніх конференцій». Це були конференції з вивчення Біблії. За цей час було проведено принаймні 23 подібні зустрічі: 7 конференцій — в 1848 році, 6 — в 1849 році й 10 — в 1850 році. Пошук істини та доктринальний розвиток відбувався в певному історичному контексті й були викликані певними передумовами. Про це писала сама Еллен Вайт: «Багато з нашого народу не усвідомлюють, наскільки міцно закладено основу нашої віри. Мій чоловік, а також Джозеф Бейтс, батько Пірс, пастор Хірам Едсон і інші, настільки ж ревні, шляхетні й справжні служителі Христа, були серед тих, хто, пройшовши через 1844 рік, віднайшли істину, як прихований скарб».
Організація Церкви адвентистів сьомого дня
Еллен Вайт була серед засновників і реформаторів Церкви адвентистів сьомого дня. 1852 року були опубліковані її погляди на створення церковної організації під назвою «Євангельський порядок». За її підтримки та в результаті її впливу й інших адвентистських активістів були зроблені різні кроки в створенні церковної організації.
У січні 1859 року була прийнята загальна фінансова програма адвентистського руху «Система добровільних пожертвувань».
У травні 1860 року було формально організовано і зареєстровано першу адвентистську громаду в місті Парквіле.
1 жовтня 1860 року новий рух визначився з назвою — Церкви адвентистів сьомого дня.
У травні 1861 року громади штату Мічиган були об'єднані і була створена Мічиганська конференція церкви адвентистів сьомого дня.
У травні 1861 року була організована Видавнича асоціація Церкви адвентистів сьомого дня.
У період 1861—1863 були організовані 7 інших конференцій (об'єднань) в інших семи штатах.
У травні 1863 року було організовано Генеральну конференцію Церкви адвентистів сьомого дня. Ця дата вважається часом офіційного створення Церкви адвентистів сьомого дня.
Популяризація здорового способу життя
Еллен Вайт заявила про своє видіння щодо здорового способу життя в 1863 і 186, згідно з якими було покладено початок вчення про реформу здоров'я. Еллен Вайт у своїх роботах виклала принципи здорового способу життя. В результаті прихильники Церкви адвентистів сьомого дня ведуть здоровий спосіб життя. За даними медиків церкви АСД, тривалість життя членів Церкви адвентистів сьомого дня на 6 років більша від середньої.
В результаті її просування реформи здоров'я було утворено багато медичних установ Церкви адвентистів сьомого дня. 1866 року був відкритий «Західний інститут реформи здоров'я» (пізніше — Батл-Крікський сінітаріум), Медичний центр «Райська долина», в 1906 році — «Медичний центр Лома-Лінда» і інші.
Популяризація філософії освіти
Велика роль в становленні й розвитку системи освіти Церкви адвентистів сьомого дня належить Еллен Вайт. Вона проявляла серйозний інтерес до тих реформ в освіті, які мали місце в суспільстві в середині XIX століття. У своїх працях Вайт приділяє важливе місце різним аспектам освіти. Вона підкреслила важливість розвитку Церквою християнської освіти й закликала Церкви адвентистів сьомого дня створювати свої навчальні заклади. За її життя були створені:
- Батл-Крікський коледж, нині — Університет імені Ендрюса;
- Гілдсбурзький коледж;
- Атлантик-Юніон-коледж;
- Авондейлський коледж;
- Вашингтон-трейнінг-коледж.

У 1872 році був відкритий Батл-Крікський коледж, по суті перший навчальний заклад Церкви адвентистів сьомого дня. Пізніше навчальний заклад переїхав на нове місце і був перейменований в Університет імені Ендрюса. Сьогодні в ньому навчається близько 3500 студентів з понад 100 країн світу, ще кілька тисяч студентів навчаються в багатьох філіях університету в різних країнах світу.
У 1882 році в Каліфорнії, в 65 милях від Сан-Франциско, відкрився Гілдсбурзький коледж (пізніше Пасифік-Юніон-Коледж), який очолив Браунсбергер. Досвід Батл-Кріка навчив Браунсбергера багато чому: він вирішив вибудовувати навчальну програму так, щоб вона, крім чисто теоретичної підготовки, охоплювала релігійний, виробничий і фізичний аспекти навчання. Це призвело до успішного розвитку навчального закладу.
У 1882 році в містечку Саус-Ланкастер в Новій Англії було засновано Коледж в Саус-Ланкастер в Новій Англії (пізніше Атлантик-Юніон коледж), очолив його колишній керівник Батл-Крікського коледжу Гудлі Белл. Будуючи новий навчальний заклад, Белл намагався керуватися порадами Еллен Вайт. Теоретична підготовка нерозривно була пов'язана з практикою. Белл намагався викладати студентам знання, необхідні для підтримки здоров'я, прищеплював любов до праці. Зокрема, він ввів викладання азів друкарської справи, вчив ремонтувати взуття тощо. Але понад усе стояло вивчення Біблії. «Ця книга, — писав Белл, — що вартує більше, ніж всі інші, разом узяті, заслуговує на те, щоб вивчати її не одну годину в тиждень».
У 1897 році в Австралії був створений Авондейлський коледж, як було заявлено — відповідно до бачення Еллен Вайт . В цьому коледжі реалізували філософію християнської освіти, яку запропонувала Вайт. Дотримуючись її порад, цьому коледжу вдалося уникнути у своєму розвитку крайнощів, притаманних адвентистському коледжу в Батл-Крік: захопленості академізмом, з одного боку, і нехтування якісним рівнем освіти на догоду нібито духовності й місіонерської спрямованості, з іншого. Коледж Авондейл став свого роду зразком для всіх наступних освітніх установ в системі освіти Церкви адвентистів сьомого дня. Перевагами цього навчального закладу, які найбільш яскраво відбивають бачення освітнього процесу Еллен Вайт, вважаються:
- розташування на просторій ділянці землі в сільській місцевості, що дозволило побудувати просторий кампус з перспективою подальшого розвитку;
- суміщення навчання та трудового виховання учнів;
- можливість розвитку виробництв і ферм (садівнича, городня, тваринницька тошщо), що сприяло зміцненню бюджету навчального закладу, а також надання фінансової допомоги нужденним студентам.

У 1904 році був також відкритий Вашингтонський трейнінг-коледж (Washington Training College). Цей навчальний заклад змінював специфіку своєї діяльності та, відповідно, свою назву. 1907 року коледж був перейменований в Вашингтонську міжнародну місіонерську семінарію (Washington Foreign Mission Seminary), а в 1914 році — у Вашингтонський місіонерський коледж (Washington Missionary College). Потім, в 1961 році — в Колумбійський уніон-коледж (Columbia Union College). І остання зміна назви цього навчального закладу було в 2009 році, коли він став Вашингтонським адвентистським університетом (Washington Adventist University).
Бачення служіння благовістя
Еллен Вайт сприяла зміні позиції щодо так званих «зачинених дверей», якої дотримувалися перші адвентисти, запозичивши її з попереднього міллерітського руху, відповідно до якої благодать для грішників вже була закрита. На підставі вчення про служіння Ісуса Христа в небесному святилищі, Еллен Вайт вчила, що двері в небесне святилище відкриті, прихильники Адвентистського руху повинні включитися в благовістя. Згодом вона наполягала на широкій місіонерської діяльності Церкви адвентистів сьомого дня.
У 1868 році було розпочато місіонерську діяльність в Каліфорнії, куди вирушив у якості місіонера Джон Лофборо. 1872 року Джеймс і Еллен Вайт вирушили на це місіонерське поле і там періодично проживали протягом кількох місяців. 1874 року офіційний місіонер Церкви адвентистів сьомого дня вирушив до Європи для просування вчення Церкви адвентистів сьомого дня.
У 1885 році Еллен Вайт вирушила до Європи, де здійснила три місіонерських подорожі країнами Європи. 1891 року Вайт вирушила до Австралії, де протягом 9 років здійснювала служіння, відвідуючи Нову Зеландію та інші острови.
Письменницька діяльність
Після повернення з Австралії в 1900 році Еллен Вайт присвячувала більше часу письменницької діяльності. На останній період її життя припадає написання багатьох її книг .

## Основні праці
Протягом свого життя Еллен Вайт написала понад 5000 статей, 40 книг, описала понад 2000 феноменальних явищ, які за своїм переконанням називала видіннями, а також її рукописи обсягом понад 50 000 рукописних сторінок. З опублікованих українською книг найвідоміша її книга «Велика боротьба» (1859).
Праці Еллен Вайт зберігаються в організації «Спадщина Еллен Вайт» (США, Вашингтон), яка володіє всіма правами на видання і редагування її текстів і проводить редакторське коригування публікацій, що публікуються.
- Steps to Christ (1892) (Дорога до Христа) — описаний особистий досвід християнина, який прагне мати близькі стосунки з Богом (перший переклад українською мовою 1914).
- Christ's Object Lessons (1900) (Наочні уроки Христа) — викладені притчі Христа і суть їх вчення.
- Education (1903) (Виховання) — представлені принципи виховання та освіти.
- The Ministry of Healing (1905) (Служіння зцілення) — поради щодо здорового способу життя та догляду за хворими.
- Thoughts from the Mount of Blessing (1896) (Нагірна проповідь) — значення проповіді Ісуса Христа, сказаної на горі. Конфлікт століть (серія книг в 5 томах)
- Patriarchs and Prophets (1890) (Патріархи і пророки), висвітлює біблійний період від книги Буття до Царств.
- Prophets and Kings (1917) (Пророки і царі), описує біблійний період від царювання царя Соломона до останньої книги Старого Завіту.
- The Desire of Ages (1898) (Бажання століть), про життя і служіння Ісуса Христа.
- The Acts of the Apostles (1911) (Діяння апостолів)[22], описує життя і діяльність 12-ти апостолів і Ранньою християнської Церкви.
- The Great Controversy (1858, 1884, 1888, 1911), (Велика боротьба), про історію християнської церкви у світлі боротьби між добром і злом — між Христом і сатаною.

## Позиція Церкви адвентистів сьомого дня щодо духовної спадщини Еллен Вайт
В Україні адвентисти сьомого дня широко використовують праці Еллен Вайт для дослідження Святого Письма та укріплення своєї віри. Під час богослужінь можуть прозвучати її слова, особливо цитати книги «Велика бортьба».
Також на квітень, травень, червень 2024 року був виданий однойменний посібник з вивчення Біблії в суботній школі. Хоч основою уроків є Біблія, у ньому також використана книга Еллен Вайт як тематичний план для вивчення неосяжної теми Великої боротьби між добром і злом.

## Критика
Прагнення Еллен Вайт домогтися визнання її пророчого дару викликали заперечення і критику упродовж її життя і після смерті. Першими критиками були її одновірці, які в перші роки її служіння проявляли нерозуміння цього феномена і недовіру. Авторами жорсткої критики стали відпалі адвентисти. Один з них — колишній адвентистський служитель Дадлі Кенрайт (Dudley Canright), який опублікував книгу зі своєю сповіддю і критикою Церкви адвентистів сьомого дня і Еллен Вайт. Волтер Р. Мартін в період 1940-1950-і роки критикував вчення Церкви АСД, зокрема і Еллен Вайт. Відомими критиками є кальвініст Ентоні Гокема (Anthony A. Hoekema) і євангеліст Едмонд Груссе (Edmond C. Gruss). Пізніше з критикою проти Еллен Вайт виступав колишній адвентистський служитель Волтер Рі (Walter Rea), який після виходу з Церкви АСД в 1980 році став затятим критиком і виклав свою позицію в книзі «Біла брехня» (The White Lie). Представники інших християнських конфесій критично оцінюють погляди Еллен Вайт і не визнають її претензій на володіння пророчим даром. Деякі її висловлювання були названі лжепророцтвами. Згідно з твердженнями богословів АСД, при всьому різноманітті критики її праць і висловлювань, будь-яких вірогідних доказів наявності обману в її творах критиками не було представлено.
На заперечення, звинувачення й критику офіційна Церква АСД і Центр літературної спадщини Еллен Вайт виступали з різними документами і заявами. Однією з великих апологетичних праць з відповідями на критику є книга Френсіса Нікола (Francis Nichol) «Еллен Вайт і її критики» (Ellen G. White and her Critics).